# Fédération hongroise de la jeunesse communiste
Pour les articles homonymes, voir Fédération de la jeunesse communiste.
La Fédération hongroise de la jeunesse communiste (hongrois : Magyar Kommunista Ifjúsági Szövetség, prononcé [ˈmɒɟɒɾ ˈkommuniʃtɒ ˈifjuːʃaːgi ˈsøvɛtːʃeːg], KISz) était un mouvement politique de jeunesse hongrois, affilié au Parti socialiste ouvrier hongrois (Magyar Szocialista Munkáspárt), sous le régime de la République populaire de Hongrie. La KISz a été dissoute en 1989 ; son légataire officiel est la Fédération démocratique de la jeunesse (Demokratikus Ifjúsági Szövetség, DemISz).